# 吕蒙正

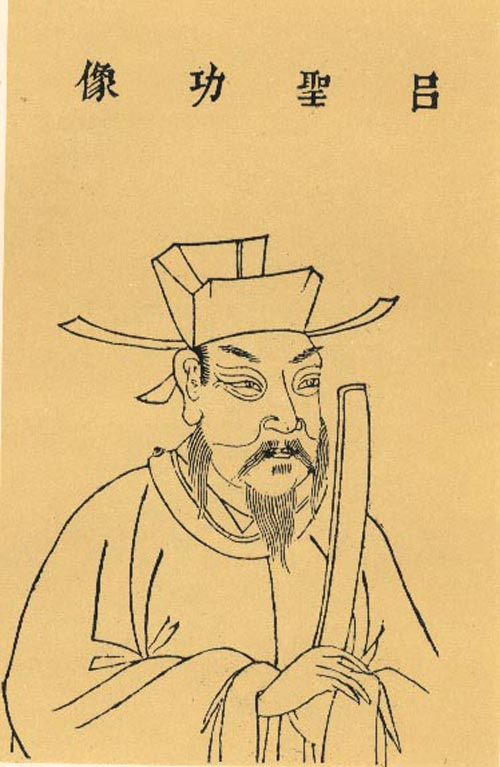
呂蒙正

 吕蒙正（946年—1011年），字圣功，河南洛阳人，宋朝政治人物，曾三度拜相，赠中书令。

## 生平
太平兴国二年（977年）丁丑科状元。授将作监丞，通判升州。
太平兴国五年（980年），拜左补闕，知制诰。
端拱元年（988年），罢李昉，拜户部尚书、中书侍郎、同中书门下平章事、监修国史。
淳化二年（991年），因自己所提拔的妻族谏官宋沆事，被贬为吏部尚书。
淳化四年(993年)，復中书侍郎、同中书门下平章事、监修国史。
至道元年（995年），授尚书省左僕射、判河南府兼西京留守。
宋真宗咸平四年（1001年）第三次拜相，同中书门下平章事、昭文馆大学士。
咸平五年（1002年），拜司空，授门下侍郎
咸平六年，上书求解政事，改太子太师，封莱国公。以知人著稱，呂夷簡、富弼等人皆受其賞識，自道：“诸子皆不足用，有侄吕夷简，真乃宰相器也！”
景德二年（1005年）辭官回鄉
大中祥符四年（1011年），病卒，赠中书令，諡文穆，累贈太師兼尚書令、秦國公。

## 家族
祖父後唐戶部侍郎呂夢奇，山東萊州人。
父呂龜圖，起居郎。
有七子出仕：吕从简、吕惟简、吕承简、吕行简、吕务简、吕居简、吕知简。
六女，长女嫁光禄寺丞直集贤院孙暨，次女嫁刑部侍郎参知政事赵安仁，三女嫁太常博士周渐，四女嫁观文殿学士尚书右丞丁度，五女早夭，六女嫁永州推官杨巽。
侄呂夷簡，同中書門下平章事。

## 軼事
據稱呂蒙正喜歡喝“鸡舌汤”，每餐必飲，傳說吕家厨房每天都屠宰成千上百隻雞，為的就只是做一碗雞舌湯。
但另一方面，按《齊民要術》云：雞舌香，世以其似丁子，故一名丁子香。即今丁香是也。《日華子》云：雞舌香，治口氣。所以三省故事，郎官日含雞舌香，欲其奏事對答，其氣芬芳。此正謂丁香治口氣，至今方書為然。又古方五香連翹湯用雞舌香，《千金》五香連翹湯無雞舌香，卻有丁香，此最為明驗。”
意即，雞舌香不是雞舌頭，而是丁香。宋代中央朝廷有一個慣例，郎官們需要近身向皇帝匯報事務，所以他們每日裡都要口含“雞舌香”這種東西，用來掩蓋口氣，以免引起皇帝的不快。這雞舌香也會作為一種治療口氣的藥物拿去熬湯供人飲用，呂蒙正經常喝雞舌湯，大約是因為他來自很底層，比較在意別人會因口氣而看不起他的出身。

## 著作
- 破窯賦

## 相關文學著作
- 元代王實甫雜劇《呂蒙正風雪破窯記》
- 明代王錂《彩樓記》，川劇、湘劇、京劇：情節描述宋朝宰相劉懋之女月娥，在綵樓拋球招婿時，選中了寒儒呂蒙正。劉懋嫌呂貧窮，逼女退親，月娥不從，與蒙正同被逐出相府，苦居寒窯。一日，蒙正從木蘭寺趕齋回家，發現窯前雪地上有男女足跡，疑妻不貞，便對月娥冷嘲熱諷。後蒙正知足跡乃劉夫人差院公和丫環送銀米所致，乃與月娥言歸於好。不久，劉夫人親探寒窯勸女歸家，月娥寧受清苦而不從。後蒙正赴考高中，劉懋要接他們回府，亦遭拒絕。